# اولونجابو
اولونجابو (بالإنجليزية: Olongapo) هي مدينة عالية التحضر، تتبع زامباله، وCentral Luzon ‏، بلغ عدد سكانها 233٬040  نسمة، في 1 أغسطس 2015، تبلغ مساحتها 185٫00 كيلومتر مربع، رمزها البريدي هو 2200.

## معرض صور

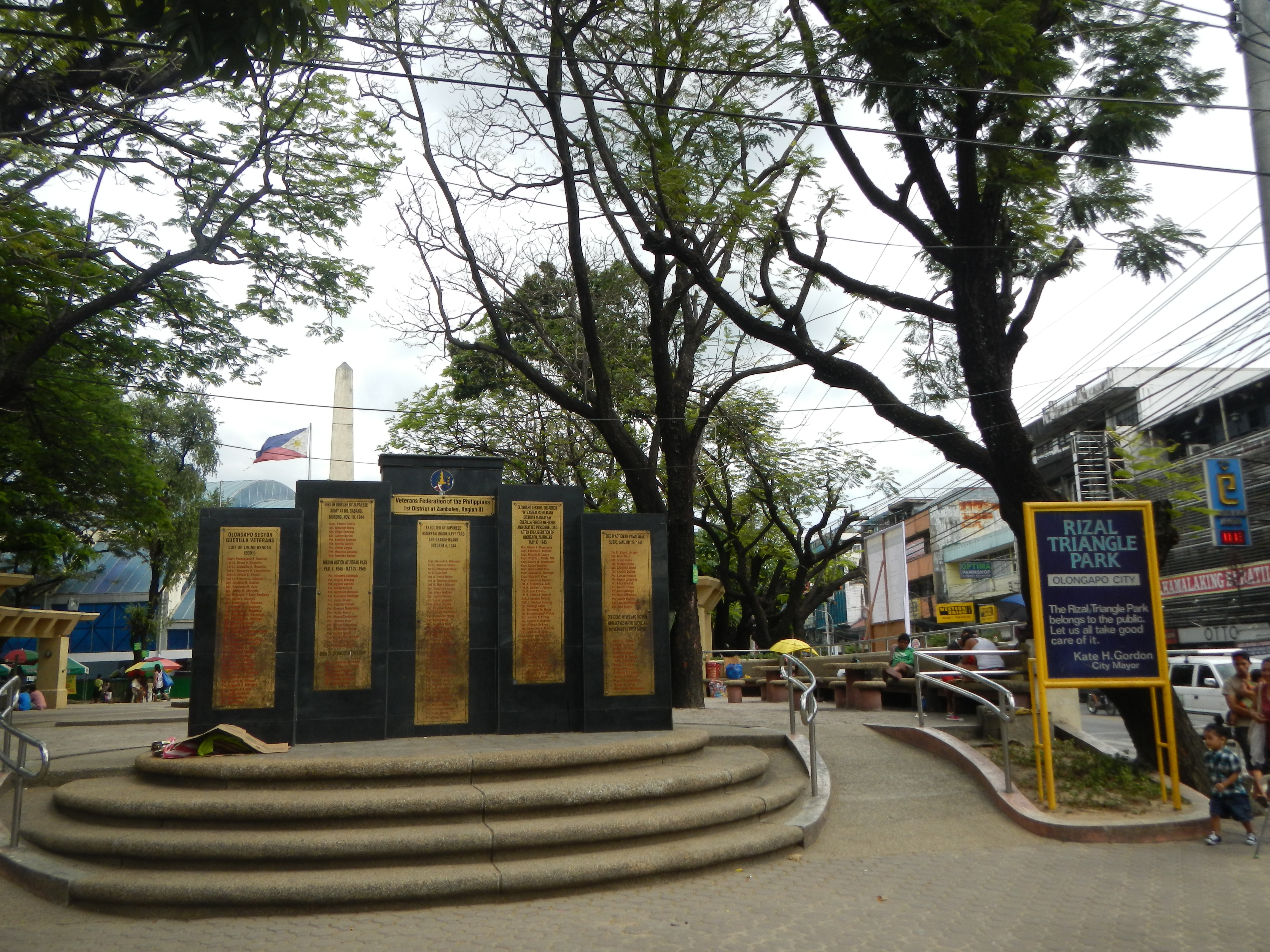
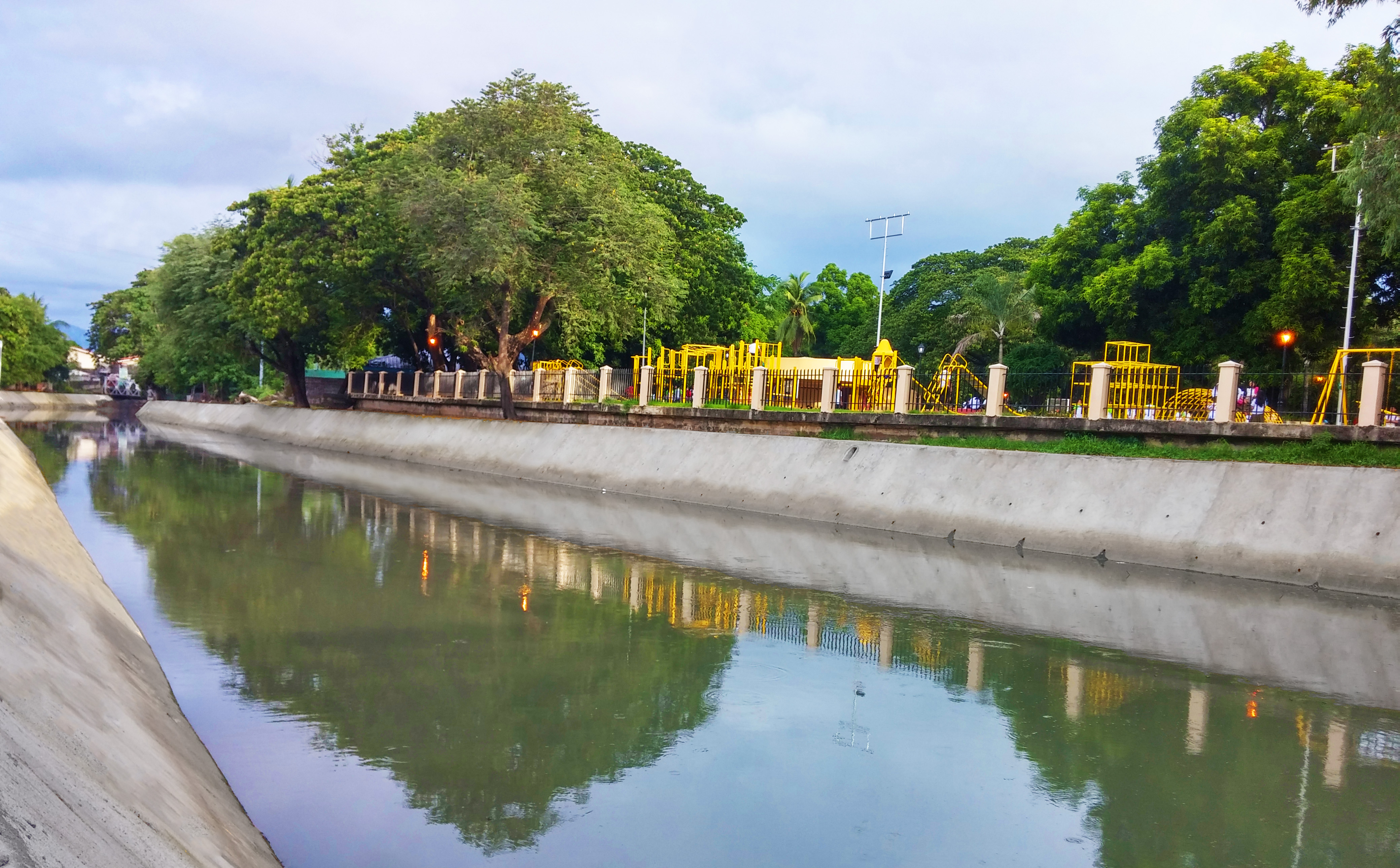
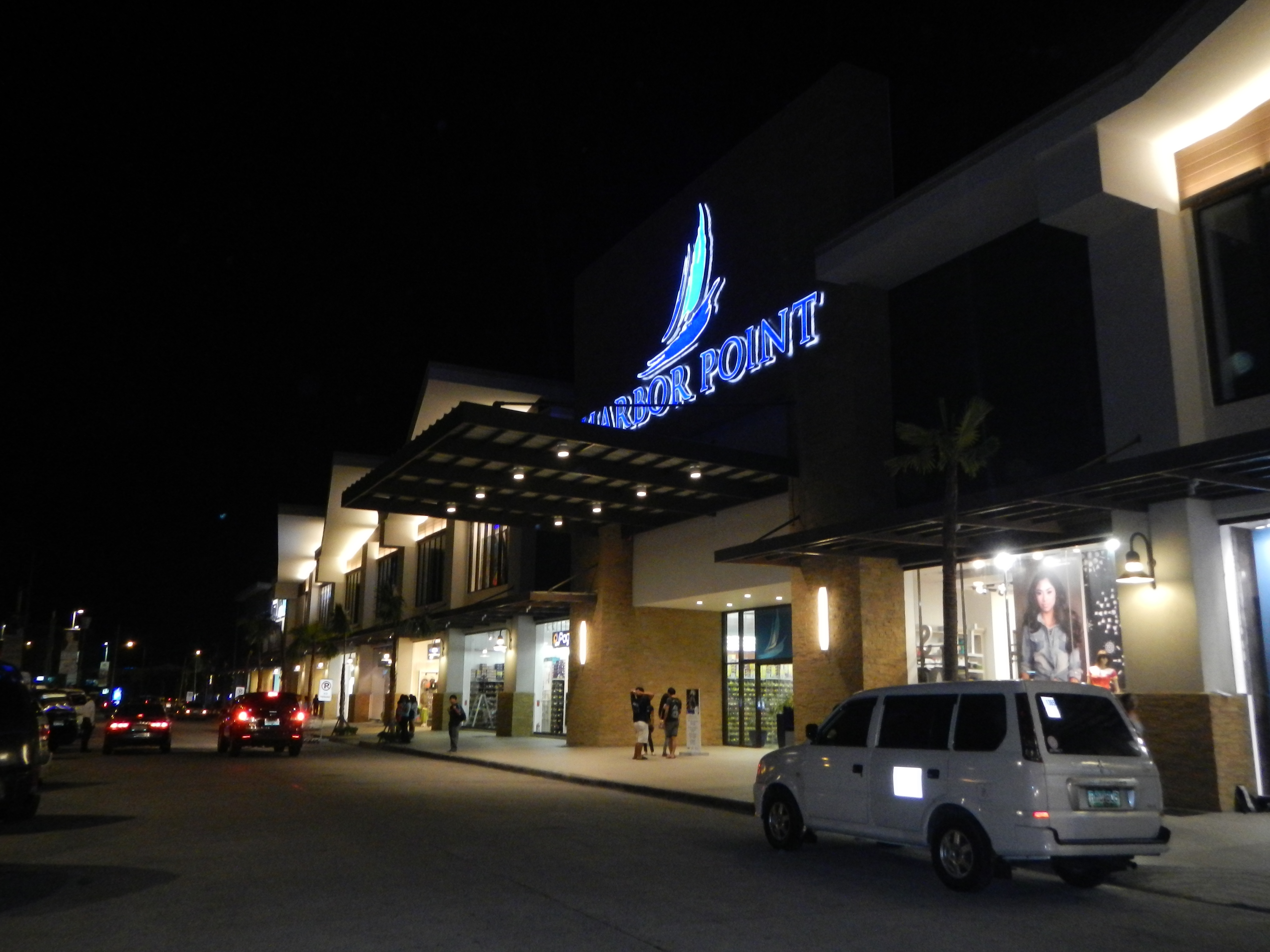
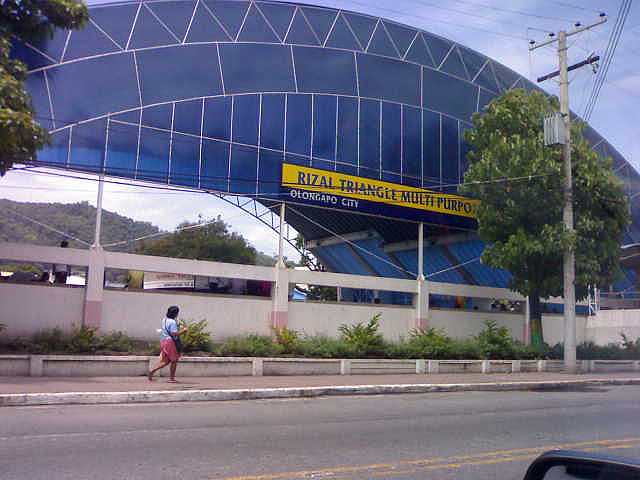

## الموقع
تشترك في الحدود مع:
- Subic, Zambales [الإنجليزية]‏
- Dinalupihan [الإنجليزية]‏
- Morong, Bataan [الإنجليزية]‏.

## مدن توأم
المدن التوأم:
- فيرجينيا بيتش، فيرجينيا
- ناشنال سيتي، سان ديغو، كاليفورنيا
- بريميرتون، واشنطن
- غوام
- كاجايان دو آورو
- ويندزر.

## أعلام
- كريستوفر مارتن
- جيك فارغاس
- موريس إيست
- توبكس روبنسون
- جيمس إل. غوردون
- غابي إسبيناس